# Parathyma inarina
Parathyma inarina är en fjärilsart som beskrevs av Butler. Parathyma inarina ingår i släktet Parathyma och familjen praktfjärilar. Inga underarter finns listade i Catalogue of Life.